# Al-Khubar
Al-Khubar, també transcrita com al-Khobar, Khobar o Khubar (àrab: الخبر, al-Ḫubar), és una important ciutat de l'Aràbia Saudita, a la costa del Golf Pèrsic, amb una població estimada el 2009 de 360.000 habitants. Forma part de l'àrea metropolitana de Dammam juntament amb Dhahran, combinant totes juntes una població de dos milions de persones. Els tres centres disposen conjuntament de l'Aeroport Internacional Rei Fahd a uns 50 km d'al-Khubar. El nom deriva segurament del plural dialectal khabra que designa una petita llacuna formada per la pluja.
Fou un petit port a la costa del golf habitat per la tribu Al Dawasir que s'hi va establir el 1923 procedents de Bahrain, per temor a represàlies britàniques pel seu conflicte amb els xiïtes, dirigits per Isa ibn Ahmad al-Dawsari; establerts primer a Dammam al cap de poques setmanes es van fixar a al-Khubar. es van construir cases de branques de palmera i durant dos decennis es van dedicar a la pesca de peix i de perles (20 petits vaixells es dedicaven a les perles). Després del 1930 Isa va retornar a Bharain amb un grup d'habitants de la població, la majoria pescadors de perles; la resta es van quedar.
No va prosperar fins al 1935 quan la California Arabian Standard Oil Company (després canviat el nom i coneguda com a ARAMCO) que havia descobert petroli, hi va construir un embarcador en vistes a la perforació que s'havia de fer a al-Zahran. El 1938 es van construir dipòsits de petroli i un port i el producte va començar a ser transportat a la refineria de Bahrain que operava la Bahrain Petroleum Company (BAPCO).
Progressivament a partir del 1950 amb la creació del port d'aigua fonda de Dammam, aquest va agafar la major part del tràfic portuari de la costa oriental d'Aràbia i el petroli es va passar a exportar pel port de Ras Tanura. Com a resultat la ciutat es va transformar en un centre comercial amb una gran extensió davant de la costa i amb parcs, restaurants i platges familiars. Una calçada marítima de 26 km connecta la ciutat amb l'illa de Bahrain a la que abans només es podia arribar per mar i aire. El 1996 hi va haver un atemptat a les Torres de Khubar, atribuït a Al-Qaeda i el 2004 una massacre per membres de l'Esquadró de Jerusalem.
La ciutat està dividida en quatre àrees: Khobar, Subekha, Thuqba i Aqrabia. les tres primeres són essencialment comercials i la quarta residencial amb el 50% de la població.